# Thionia latifrons
Thionia latifrons är en insektsart som beskrevs av Melichar 1906. Thionia latifrons ingår i släktet Thionia och familjen sköldstritar. Inga underarter finns listade i Catalogue of Life.